# LHSPQ 2000/01
Die Saison 2000/01 war die fünfte reguläre Saison der Ligue de hockey semi-professionnelle du Québec (LHSPQ). Die 14 Teams absolvierten in der regulären Saison je 44 Begegnungen. Das punktbeste Team der regulären Saison waren die Garaga de Saint-Georges, während die Mission de Joliette in den Play-offs zum zweiten Mal die Coupe Futura gewannen. 

## Teamänderungen
Folgende Änderungen wurden vor Beginn der Saison vorgenommen: 
- Die Caron & Guay de Beaupré änderten ihren Namen in As de Beaupré.
- Die Nova d’Acton Vale änderten ihren Namen in Beaulieu d’Acton Vale.
- Die Aztèques d’Asbestos änderten ihren Namen in Dubé d’Asbestos.
- Die Blizzard de Joliette änderten ihren Namen in Mission de Joliette.
- Die Coyotes de Thetford Mines änderten ihren Namen in Prolab de Thetford Mines.

## Reguläre Saison

### Abschlusstabellen
Abkürzungen: GP = Spiele, W = Siege, L = Niederlagen, T = Unentschieden, OTL = Niederlage nach Overtime, GF = Erzielte Tore, GA = Gegentore, Pts = Punkte
| Division Est                 | GP | W  | L  | OTL | SOL | GF  | GA  | Pts |
| ---------------------------- | -- | -- | -- | --- | --- | --- | --- | --- |
| Garaga de Saint-Georges      | 44 | 32 | 9  | 1   | 2   | 229 | 139 | 67  |
| Prolab de Thetford Mines     | 44 | 29 | 8  | 2   | 5   | 233 | 164 | 65  |
| Dubé d’Asbestos              | 44 | 24 | 15 | 2   | 3   | 222 | 231 | 53  |
| Grand Portneuf de Pont-Rouge | 44 | 23 | 17 | 1   | 3   | 173 | 162 | 50  |
| Condors de Jonquière         | 44 | 22 | 18 | 1   | 3   | 228 | 208 | 48  |
| Papetiers de Windsor         | 44 | 16 | 21 | 4   | 3   | 176 | 228 | 39  |
| As de Beaupré                | 44 | 15 | 24 | 3   | 2   | 186 | 248 | 35  |

| Division Ouest           | GP | W  | L  | OTL | SOL | GF  | GA  | Pts |
| ------------------------ | -- | -- | -- | --- | --- | --- | --- | --- |
| Mission de Joliette      | 44 | 28 | 10 | 1   | 5   | 238 | 170 | 62  |
| Dragons de Saint-Laurent | 44 | 26 | 14 | 1   | 3   | 192 | 178 | 56  |
| Chiefs de Laval          | 44 | 25 | 16 | 1   | 2   | 206 | 190 | 53  |
| Royaux de Sorel          | 44 | 20 | 22 | 1   | 1   | 181 | 179 | 42  |
| Beaulieu d’Acton Vale    | 44 | 18 | 24 | 1   | 1   | 180 | 220 | 38  |
| Rapides de LaSalle       | 44 | 16 | 24 | 3   | 1   | 162 | 219 | 36  |
| Blitz de Granby          | 44 | 13 | 29 | 1   | 1   | 164 | 230 | 28  |

## Coupe Futura-Playoffs
Zunächst trafen die sechs besten Mannschaften jeder Division in den Pre-Playoffs auf die anderen Mannschaften ihrer Division, wobei jede Mannschaft sechs Spiele bestritt. In der Division Est konnten sich schließlich Jonquière, St. Georges, Asbestos und Thetford qualifizieren; in der Division Ouest Acton Vale, Joliette, Laval und St. Laurent.  
| Coupe Futura-Viertelfinale | Coupe Futura-Viertelfinale | Coupe Futura-Viertelfinale |    |                          | Coupe Futura-Halbfinale | Coupe Futura-Halbfinale | Coupe Futura-Halbfinale |  |  | Coupe Futura-Finale | Coupe Futura-Finale | Coupe Futura-Finale |
|                            |                            |                            |    |                          |                         |                         |                         |  |  |                     |                     |                     |
| O1                         | Mission de Joliette        | 4                          |    |                          |                         |                         |                         |  |  |                     |                     |                     |
| O5                         | Beaulieu d’Acton Vale      | 1                          |    |                          |                         |                         |                         |  |  |                     |                     |                     |
| O5                         | Beaulieu d’Acton Vale      | 1                          | O1 | Mission de Joliette      | 4                       |                         |                         |  |  |                     |                     |                     |
| Division Ouest             |                            |                            | O1 | Mission de Joliette      | 4                       |                         |                         |  |  |                     |                     |                     |
|                            | O2                         | Dragons de Saint-Laurent   | 1  |                          |                         |                         |                         |  |  |                     |                     |                     |
| O2                         | O2                         | Dragons de Saint-Laurent   | 1  | Dragons de Saint-Laurent | 4                       |                         |                         |  |  |                     |                     |                     |
| O2                         |                            |                            |    | Dragons de Saint-Laurent | 4                       |                         |                         |  |  |                     |                     |                     |
| O3                         | Chiefs de Laval            | 2                          |    |                          |                         |                         |                         |  |  |                     |                     |                     |
| O3                         | Chiefs de Laval            | 2                          | O1 | Mission de Joliette      | 4                       |                         |                         |  |  |                     |                     |                     |
|                            |                            |                            |    | Mission de Joliette      | 4                       |                         |                         |  |  |                     |                     |                     |
|                            | E1                         | Garaga de Saint-Georges    | 3  |                          |                         |                         |                         |  |  |                     |                     |                     |
| E1                         | E1                         | Garaga de Saint-Georges    | 3  | Garaga de Saint-Georges  | 4                       |                         |                         |  |  |                     |                     |                     |
| E1                         |                            |                            |    | Garaga de Saint-Georges  | 4                       |                         |                         |  |  |                     |                     |                     |
| E5                         | Condors de Jonquière       | 0                          |    |                          |                         |                         |                         |  |  |                     |                     |                     |
| E5                         | Condors de Jonquière       | 0                          | E1 | Garaga de Saint-Georges  | 4                       |                         |                         |  |  |                     |                     |                     |
| Division Est               |                            |                            | E1 | Garaga de Saint-Georges  | 4                       |                         |                         |  |  |                     |                     |                     |
|                            | E2                         | Prolab de Thetford Mines   | 0  |                          |                         |                         |                         |  |  |                     |                     |                     |
| E2                         | E2                         | Prolab de Thetford Mines   | 0  | Prolab de Thetford Mines | 4                       |                         |                         |  |  |                     |                     |                     |
| E2                         |                            |                            |    | Prolab de Thetford Mines | 4                       |                         |                         |  |  |                     |                     |                     |
| E3                         | Dubé d’Asbestos            | 3                          |    |                          |                         |                         |                         |  |  |                     |                     |                     |

## Vergebene Trophäen
| Auszeichnung                                          | Spieler                 | Team                    |
| ----------------------------------------------------- | ----------------------- | ----------------------- |
| Trophée Claude Larose Wertvollster Spieler            | Michel Mongeau          | Mission de Joliette     |
| Trophée Éric Messier Bester Verteidiger               | Steve Gosselin          | Garaga de Saint-Georges |
| Trophée Guy Lafleur Topscorer                         | Jean Bourgeois          | Garaga de Saint-Georges |
| Trophée Maurice Richard Bester Torschütze             | Michel Mongeau          | Mission de Joliette     |
| Trophée des Gouverneurs Bester Trainer                | André Côté              | Garaga de Saint-Georges |
| Coupe Futura Gewinner der LNAH-Playoffs               | Mission de Joliette     | Mission de Joliette     |
| Coupe du Commissaire Bestes Team der regulären Saison | Garaga de Saint-Georges | Garaga de Saint-Georges |